# Bo Yibo
Bo Yibo (in cinese 薄一波, in pinyin Bó Yībō; Dingxiang, 17 febbraio 1908 – Pechino, 16 gennaio 2007) è stato un economista e politico cinese.

## Biografia
Nacque nella provincia dello Shanxi e nel 1925 si iscrisse al Partito Comunista Cinese, prendendo parte alla Resistenza anti-giapponese durante la Seconda guerra sino-giapponese. Partecipò alla Lunga marcia maoista e nel 1949, dopo che il PCC ottenne il potere alla fine della guerra civile, Mao Zedong lo nominò Ministro delle Finanze ed in seguito gli assegnò altri importanti dicasteri economici.
Fu poi membro del settimo, ottavo e undicesimo comitato centrale del PCC, vicepresidente del Consiglio degli Affari di Stato e vicepresidente della Commissione centrale dei consiglieri del PCC. Nel 1966, a causa del suo riformismo, fu una delle vittime della rivoluzione culturale e venne imprigionato per dieci anni.
Alla morte di Mao, avvenuta nel 1976, Bo Yibo si schierò con Deng Xiaoping che lo ricambiò nominandolo coordinatore della campagna nazionale di rinnovamento del PCC: in questa veste si adopera per ridurre l'influenza dell'ala più a "sinistra" e per spianare la strada all'apertura economica della Cina.
Membro dei famosi "Otto immortali", i grandi vecchi più influenti del Partito Comunista Cinese, Bo Yibo fu critico con i segretari Hu Yaobang e Zhao Ziyang e fu favorevole alla repressione della manifestazione giovanile di piazza Tiananmen (1989).
Negli ultimi anni della sua vita si ritirò dalla politica attiva, nonostante spesso abbia espresso il suo sostegno all'ex premier Jiang Zemin: ormai novantenne Bo Yibo si era consacrato alla scrittura delle sue memorie ed allo studio della storia del partito.
Morì il 16 gennaio 2007 a 98 anni, ultimo ancora in vita degli Otto immortali.

## Vita privata
Si sposò ed ebbe sei figli, fra i quali Bo Xilai, che seguì le sue orme ma cadde successivamente in disgrazia..